# Амр Діаб
Амр Діа́б (араб. عمرو دياب, повне ім'я: Амр Абдель Бассет Абдель Азіз Діаб, араб. عمرو عبد الباسط عبد العزيز دياب, Amr Abdel Basset Abdel Azeez Diab; *11 жовтня 1961, Порт-Саїд, Єгипет) — єгипетський естрадний поп-співак та композитор.

## Біографія
Амр Абдель Бассет Абдель Азіз Діаб народився 11 жовтня 1961 року в портовому єгипетському місті Порт-Саїді у родині фінансового співробітника компанії Suez Canal Corporation, що обслуговувала Суецький канал, Абду́ла Бассета Діаба (Abdul Basset Diab) та вчительки французької мови у місцевому Французькому ліцеї. Са́ме завдяки батьку Амр Діаб у 6-річному віці вперше виступив перед публікою — під час відзначання національного свята Дня Революції 23 липня 1968 року він виконав національний гімн «بلادي بلادي بلادي» (Біляді, Біляді, Біляді «Батьківщино, батьківщино, батьківщино!»), і це транслювалось на єгипетському радіо. За гарний виступ маленького Амра нагородив губернатор Порт-Саїда Гассан Рушді (Hassan Rushdie), подарувавши йому гітару.
Амр Діаб закінчив мистецький факультет Каїрського університету. 1983 року вийшов його перший музичний альбом Ya Tareeq («О, шлях!»), який майже відразу приніс йому популярність на батьківщині.
У період між 1984 і 1987 роками Амр випустив ще три альбоми. 1988 року відбувся реліз платівки Діаба Mayyal, від якої розпочався шалений успіх співака на всьому Близькому Сході. Популярність виконавця лише зростала в наступні роки — разом з випусками нових альбомів Shawakkna, Matkhafesh, Weylomony.
1996 рік став роком всесвітньої слави Амра Діаба — виступи співака почали показувати поза межами арабського світу, а пісня Habibi («Кохана») з альбому Nour el Ein («Сяйво очей») стала справжнім світовим хітом-феноменом, витримавши безліч реміксів і обробок від Франції до Малайзії (пізніше їх було зібрано в спеціальному альбомі Habibi: Remix`s). У обробці європейських ді-джеїв пісня була надзвичайно популярною в Європі. Дорогий кліп лише сприяв розкрутці як пісні, так і альбому. Тим більше, що інші пісні з платівки теж стали надзвичайно популярними. Було продано 3 млн копій «Нур аляйн». У наступному, 1997 році Амр Діаб виграв 3 нагороди на щорічному Фестивалі арабської музики (за найкраще відео, найкращу пісню і як співак року). А ще за рік (1998) Діаб став володарем тричі платинового диску за продажі Nour El Ain та 6 травня 1998 року отримав Всесвітню музичну премію (World Music Award) у Монако (під патронатом Принца Альбера ІІ).
Leily Nahari («Мій день, моя ніч») — перший диск, випущений спільно з арабським гігантом звукозапису Rotana Records у 2004 році, став найбільш продаваним альбомом в історії лейблу. Наступний альбом El leila de («Ця ніч») вийшов улітку 2007 року і мав надзвичайний успіх у Єгипті та на всьому Близькому Сході.
Амр Діаб виступав на концертах у Австралії, Канаді, Європі та США, і є найбільш продаваним близькосхідним виконавцем у світі. Амру Діабу вдалося створити свій неповторний музичний стиль, що так полюбився слухачам в усьому світі.
Окрім виконання і створення музики, Амр Діаб відомий як кіноактор — він знявся у декількох стрічках, зокрема і в Dhahk We La'ab («Сміх і жарт»), де його партнером по знімальному майданчику була єгипетська кінозірка Омар Шариф, ця картина відкривала програму Каїрського кінофестивалю у 1993 році. У стрічці Ice Cream Амр Діаб виконав головну роль, крім того співак знімався у ТБ-серіалах та рекламних роликах.
Улітку 2009 року відбувся реліз довгоочікуваного нового альбому Діаба Wayah («З нею»), що став шалено популярним у країні та регіоні.

## Особисте життя
У Амра Діаба четверо дітей — дочка Нур (Nour) народилась у 1990 році (від першого шлюбу з Шерін Ріда / Sherine Rida). У другому шлюбі із Зеною Ашур (Zena Ashoor) у Діаба 1999 року з'явились близнята — хлопчик Абду-Аллах (Abdu-Allah) і дівчинка Кензі (Kenzy), а 2001 року народилась його найменша дочка Джана (Jana).

## Нагороди
- 2009 — Дві «The Big Apple Music Awards» — Найкращий співак року та Life Achievement award [4].
- 2009 — Чотири «African Music Award» — Артист року, Пісня року, Найкращий співак та Найкращий відеокліп [5].
- 1998, 2002, 2007[en] — «The World Music Award» — Best Selling Middle Eastern Artist (альбоми «Nour El Ain», «Aktar Wahed» та «El Leila De» відповідно).
- 1998 — «The World Music Award» — Triple Platinum Award за підсумками продажу «Nour El Ain».
- 1997 — Annual Arabic Festival — Найкраще відео, Найкраща пісня, Найкращий артист року.

## Дискографія
- Wayah («З нею»), 2009
- El Leila De («Ця ніч»), 2007
- Kammel Kalamak («Не спиняйся»), 2005
- Greatest Hits (1996-2003), 2005
- Leily Nahary, сингл («Мій день, моя ніч»), 2004
- Leily Nahary, 2004
- Greatest Hits (1986-1995), 2004
- Allem Alby («Навчи моє серце»), 2003
- Aktar Wahed («Більше, ніж сам»), 2001
- Tamally Maak («Завжди з тобою»), 2000
- Amarein («Два місяці»), 1999
- The Best Of Amr Diab, 1999
- Awedoony («Змушений чинити так»), 1998
- Nour El-Ain («Сяйво очей» — «Кохана»), 1996
- Ragaeen («Ми повернемось»), 1995
- Zekrayat («Спогади»), 1994
- W Ylomoony («І вони мене винуватять»), 1994
- Ya Omrena («Наже життя»), 1993
- Ice Cream Fi Gleam, 1992
- Ayamna («Наші дні»), 1992
- Habiby («Моє кохання»), 1991
- Matkhafeesh («Не хвилюйся»), 1990
- Shawaana («Мені тебе не вистачає»), 1989
- Mayyal («Закоханий», 1988
- Ya Helwa («Ай, красуня»), 1988
- Khalseen («Лише ми»), 1987
- Hala Hala («Ану, ану»), 1986
- We Mneen Ageeb Nas («І кому я жаліюсь ?»), 1985
- Ghanny Men Albak («Співай своїм серцем»), 1984
- Ya Tareea («O, шлях !»),  1983

## Фільмографія
Пісні у виконанні Амра Діаба стали саундтреками до багатьох кінострічок, а саме:
- «Wala Ala Baloh» в фільмі-призері Міжнародного каннського фестивалю 2002 року Divine Intervention[en] (2002)[6]
- «Awedouni» в режисерському дебюті Джона Малковича The Dancer Upstairs[en] (2002)[7]
- «El Alem Alah» та «Nour El Ain» у бразильському телесеріалі O Clone (2001)[8]
- «Nafs El Makan» у комедійній драмі Шкереберть (США, 2001)[9]
- «Tamally Ma’ak» та «Nour El Ain» у фільмі Coco[fr] (Франція, 2009)
- «Nour El Ain» в американському телесеріалі «Малкольм у центрі уваги»[10], що вийшов на екрани більш ніж 50-ти країн світу.

## Цікаве про Амра Діаба
- Вважається, що Амр Діаб був першим арабським співаком, який почав знімати кліпи на свої пісні. Достеменним фактом лишається те, що відео на пісню Habibi («Кохана»), зроблене Аламом ель-Фаном (Alam El Phan), було одним із найдорожчих проектів у галузі єгипетської пісні, і фактично встановило нові стандарти для місцевого шоу-бізнесу.
- Амр Діаб, якому 1998 року в Монако вручили Всесвітню музичну премію (World Music Award), став першим і єдиним музичним виконавцем із Єгипту, хто удостоювався цією премії.
- Злет популярності Амра Діаба у світі припадає на середину 1990-х років (пов'язаний з альбомом Nour el Ein) — у цей час на СНДівському просторі вирувала економічна криза, і пісні Діаба, навіть із «золотоносного» альбому не знайшли своїх слухачів у пострадянських країнах, однак, значно пізніше один із популярних синглів Амра Діаба з альбому 2000-го року був таки переспіваний російською — версію пісні Tamally Maak («Завжди з тобою») виконав російсько-ліванський співак Авраам Руссо, і вона відома як хіт «Далєко́-дальо́ка».
- Дата релізу останнього альбому Діаба Wayah («З нею») весь час відсувалась, щоб уникнути підробок і конфтрафактного розповсюдження синглів, і все ж таки за пару днів до офіційної дати випуску платівки невідомими в Інтернеті було викладено зміст диску, однак прихильники творчості Діаба не скористалися з «халяви» — своїми покупками оригінального ліцензійного диску в музичних магазинах вони за декілька днів вивели його в лідери продажів.